# Cheilosia sulcifrons
Cheilosia sulcifrons är en tvåvingeart som beskrevs av Moises Kaplan 1981. Cheilosia sulcifrons ingår i släktet örtblomflugor, och familjen blomflugor. Inga underarter finns listade i Catalogue of Life.